# Miroslav Hroch
Miroslav Hroch (* 14. Juni 1932 in Prag) ist ein tschechischer Historiker. Er spezialisierte sich auf die Nationenbildung in Ostmitteleuropa und hat viele Werke über Nationalismus und Nationalentwicklung geschrieben. Er arbeitet an der Karlsuniversität in Prag.
1996 wurde er zum auswärtigen Mitglied der Finnischen Akademie der Wissenschaften gewählt.
Hroch wurde seit 1984 von der tschechoslowakischen Staatssicherheit als Agent geführt, allerdings wurde seine Akte am 8. Dezember 1989, also kurz nach Ausbruch der „Samtenen Revolution“, vernichtet.

## Werke
- Social Preconditions of National Revival in Europe. A Comparative Analysis of the Social Composition of Patriotic Groups Among the Smaller European Nations, übersetzt von Ben Fowkes. Cambridge University Press 1985 (Google Books)
- Das Europa der Nationen. Die moderne Nationsbildung im europäischen Vergleich, übersetzt von Eliška und Ralph Melville, herausgegeben von Philipp Ther und Holm Sundhaussen. Vandenhoeck und Ruprecht, Göttingen 2005, ISBN 978-3-525-36801-5.
- Die ersten Phasen der tschechischen Nationalbewegung. in: Die Entstehung der Nationalbewegung in Europa 1750-1849, herausgegeben von Heiner Timmermann. Duncker & Humblot, Berlin 1993, ISBN 3-428-07864-0 (= Dokumente und Schriften der Europäischen Akademie Otzenhausen, ISSN 0944-7431, Band 71).